# سکوت (فیلم ۱۹۷۱)
سکوت (ژاپنی: 沈黙) فیلمی درام تاریخی ژاپنی محصول ۱۹۷۱ به کارگردانی ماساهیرو شینودا، بر اساس رمانی به همین نام سکوت (رمان) اثر شوساکو اندو است.

## داستان
دو کشیش پرتغالی به ژاپن می‌روند تا به فرقه‌های مسیحی که توسط یک دادگاه بی‌رحم به پنهان کردن دین خود روی آورده‌اند کمک کنند تا جای پای خود را دوباره به دست آورند. مبلغان که به سرعت به باتلاق آزار و شکنجه کشیده می‌شوند، به زودی سرنوشت یک مأموریت را چند دهه قبل از آن انجام شده را می‌فهمند.